# Heliaster polybrachius
Heliaster polybrachius är en sjöstjärneart som beskrevs av Hubert Lyman Clark 1907. Heliaster polybrachius ingår i släktet Heliaster och familjen Heliasteridae. Inga underarter finns listade i Catalogue of Life.